# Blana de vizon
Blana de vizon (titlul original: Una pelliccia di visone) este un film de comedie italian, realizat în 1956 de regizorul Glauco Pellegrini, protagoniști fiind actorii Giovanna Ralli, Roberto Risso, Paolo Stoppa și Franco Fabrizi.

## Distribuție
- Giovanna Ralli – Gabriella Silvestri
- Roberto Risso – Franco Silvestri
- Paolo Stoppa – Domenico Lo Russo
- Franco Fabrizi – Frangipane
- Tina Pica – Matilde, bunica lui Gabriella
- Ave Ninchi – Assunta, mama lui Gabriella
- Monica Vitti – Luisa
- Mario Scaccia – Baldini
- Loris Gizzi – maitre
- Turi Pandolfini – bunicul lui Gabriella
- Ruggero Marchi – Panetti
- Carlo Mazzarella – Marchini
- Giulio Calì – bijutierul
- Gorella Gori – Maria
- Fernando Milani – Giovanni
- Nino Vingelli – afaceristul
- Betty Foà – Lucia
- Rossana Montesi – Anna
- Maria Pia Tempestini – fata în blană
- Lidia Martora – Giuseppina
- Mimmo Poli – automobilistul